# Ratusz w Pieniężnie
Ratusz w Pieniężnie – jeden z rejestrowanych zabytków miasta Pieniężna w województwie warmińsko-mazurskim. Obecnie jest odbudowywany po zniszczeniach z okresu II wojny światowej.

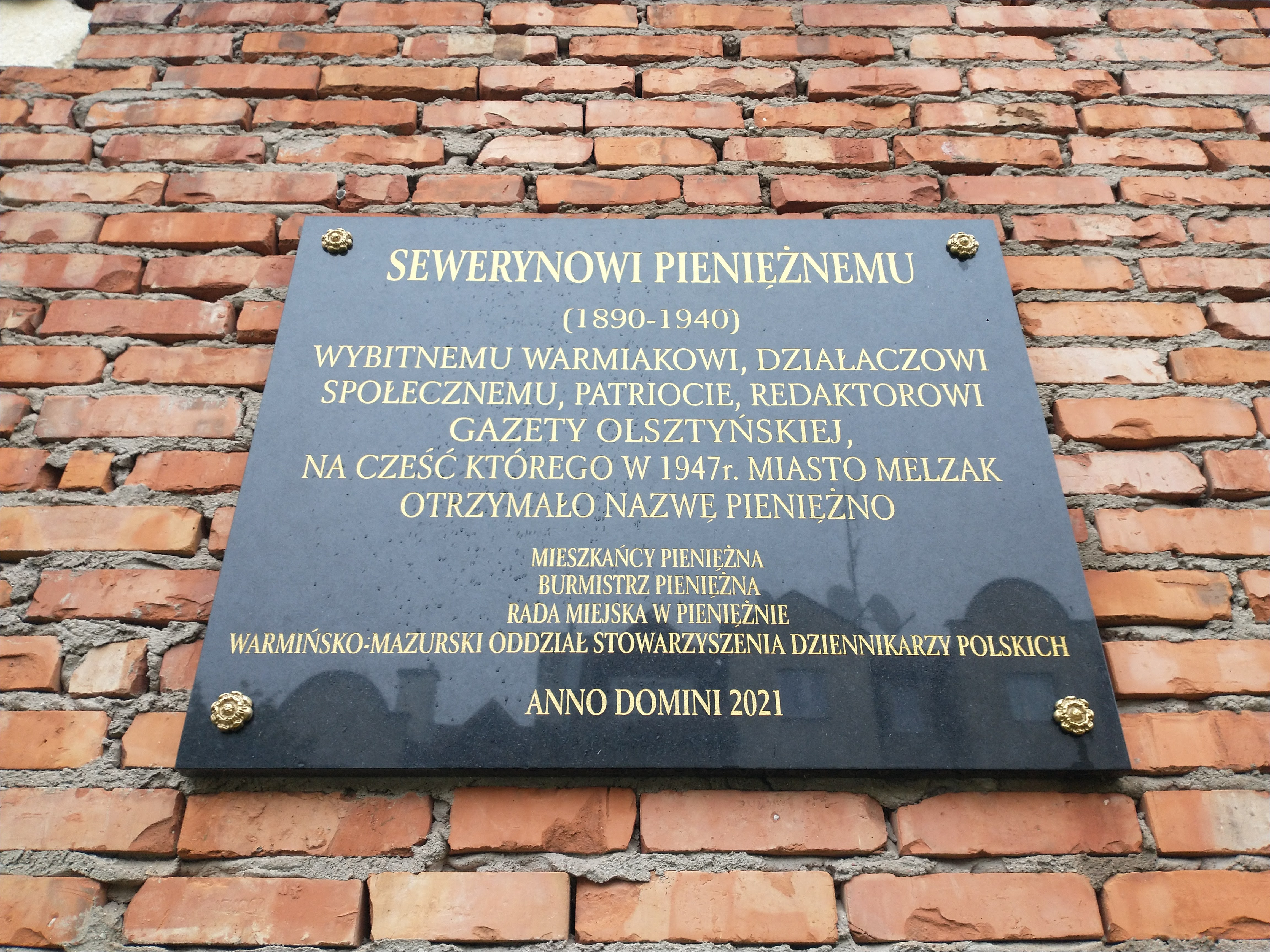
Tablica pamiątkowa na cześć Seweryna Pieniężnego

Ratusz znajduje się pośrodku kwadratowego rynku. Wybudowano go w XIV-XV wieku. Podobnie jak inne średniowieczne ratusze budowla była obudowana kramami i domkami budniczymi. W latach 1627,166 i 1684 ratusz niszczony był przez pożary. Po ostatnim zniszczeniu przez pożar w 1720 roku budowla została przebudowana w stylu późnobarokowym. Ratusz posiadał jedno piętro i zbudowany został na rzucie prostokąta. Nakryty był dachem czterospadowym z dachówką holenderską. Pośrodku kalenicy wybudowana była ośmioboczna wieża o dwóch kondygnacjach z metalową balustradą, która tworzyła niewielki taras widokowy. Górna część wieży była znacznie węższa, pokryta była hełmem z prześwitem zakończonym iglicą i chorągiewką z datą 1772. Ściany południowa i północna były zasłonięte przylegającymi do nich budynkami, które są obecnie rekonstruowane według stanu sprzed 1772 rokiem. Obecna wieżyczka została zamontowana w 1997 roku. Jest to budowla stalowa obita miedzianą blachą i posiadająca kopułę. W kopule zostały umieszczone dokumenty historyczne dotyczące Pieniężna.